# 齊尼亞鎮區 (伊利諾伊州克萊頓)
齊尼亞鎮區（英語：Xenia Township）是位於美國伊利諾伊州克萊縣的一個行政鎮區。

## 地方資料
根據2010年美國人口普查的數據，齊尼亞鎮區的面積為48.10平方千米，當中陸地面積為48.07平方千米，而水域面積為0.03平方千米。當地共有人口638人，而人口密度為每平方千米13.26人。